# Acrarmostis dryopa
Acrarmostis dryopa är en fjärilsart som beskrevs av Edward Meyrick 1889. Acrarmostis dryopa ingår i släktet Acrarmostis och familjen nattflyn. Inga underarter finns listade i Catalogue of Life.